# Округ Бракен (Кентаки)
Бракен (енгл. Bracken County) је округ у америчкој савезној држави Кентаки.

## Демографија
По попису из 2010. године број становника је 8.488, што је 209 (2,5%) становника више него 2000. године.
| Група             | 2000.         | 2010.         |
| Белци             | 8.130 (98,2%) | 8.251 (97,2%) |
| Афроамериканци    | 51 (0,6%)     | 29 (0,3%)     |
| Азијати           | 5 (0,1%)      | 5 (0,1%)      |
| Хиспаноамериканци | 39 (0,5%)     | 96 (1,1%)     |
| Укупно            | 8.279         | 8.488         |